# 면앙정
면앙정(俛仰亭)은 대한민국 전라남도 담양군 봉산면 제월리에 있는 조선시대의 건축물이다. 1972년 8월 7일 전라남도의 기념물 제6호로 지정되었다.

## 개요
면앙정은 중종 28년(1533)에 면앙정 송순(1493∼1582)선생이 관직을 떠나 선비들을 가르치며 여생을 보내던 정자로, 퇴계 이황을 비롯한 유명인사들과 학문에 대해 토론하던 곳이다.
조선 중기 문신인 송순 선생은 과거에 급제한 후 여러 벼슬을 거쳤으며, 말년에는 학문에 전념하면서 많은 책을 저술하였다. 처음 있던 정자는 선조 30년(1597) 임진왜란으로 파괴되어, 효종 5년(1654)에 후손들이 다시 지었다.
정자는 앞면 3칸·옆면 2칸 규모이며, 지붕은 옆면에서 볼 때 여덟 팔(八)자 모양인 팔작지붕이다.
면앙정은 간소한 양식의 건물이기는 하지만, 역사적 가치가 커서 중요한 자료가 된다.

## 현지 안내문
이 정자는 송순(宋純, 1493 ~1582)이 관직을 그만두고 고향에 내려와 지은 것이다. 송순은 퇴계 이황 선생을 비롯하여 강호제현들과 학문이나 국사를 논하기도 하였으며, 기대승, 고경명, 임제, 정철 등의 후학을 길러냈던 유서 깊은 곳이다.
건물은 정면 3칸, 측면 2칸이며, 전면과 좌우에 마루를 두고 중앙에는 방을 배치하였다. 골기와의 팔작지붕 건물이며, 추녀의 각 귀퉁이에는 활주(活柱, 기둥)가 받치고 있다. 현재의 건물은 여러 차례 보수를 한 것이며, 1979년과 2004년에 지붕을 새로 올렸고, 주변 대나무와 잡목을 제거하여 시야를 확보하였다.

## 같이 보기
- 송순

## 참고 자료
- 면앙정 - 국가유산청 국가유산포털